# Blastoporo
Il blastoporo, nell'embrione, è una zona di cellule localizzate sotto la semiluna grigia, si presenta come un solco ricurvo orizzontale (il labbro dorsale del blastoporo) che si modifica continuamente man mano che le cellule mesodermiche ed endodermiche penetrano all'interno formando l'archenteron (cavità formatasi per la chiusura del blastocele, detta anche intestino primitivo).
Esso si forma all'inizio della gastrulazione, creando:
- l'ano nei deuterostomi,
- la bocca nei protostomi.

Il labbro dorsale del blastoporo, con il proseguire dello sviluppo, si incurva e prosegue con le labbra laterali, le quali dopo la scomparsa del labbro ventrale si richiudono a cerchio e completano quindi la formazione del blastoporo.
Esso presenta un lume formato da cellule endodermiche (tappo vitellino), che si riduce man mano che la gastrulazione va avanti, il blastoporo quindi non è altro che una fessura disposta verticalmente (fessura del blastoporo).
È proprio questa fessura che negli Urodeli dà origine all'ano, mentre negli Anuri si oblitera e l'ano si origina da una fessura secondaria che si forma nell'area del blastoporo.
La formazione e l'evoluzione del blastoporo sono il risultato di un movimento combinato di allungamento e rivestimento delle cellule presenti a livello dell'emisfero animale.